# Telescope
「Telescope」（テレスコープ）は、MAN WITH A MISSIONの6作目の配信シングル。2020年10月29日にSony Music Records (Sony Music Labels)から配信リリースされた。

## 概要
- 前作『Change the World』から約3ヶ月振りのリリース。
- 3ヶ月連続配信リリースの第1弾。
- 表題曲「Telescope」は、TBS系『王様のブランチ』のテーマソングである[2]。
- 本曲は、力強いメロディと優しさにあふれた歌詞が印象的なロックナンバーで、メンバーのKamikaze Boyは「“ニューノーマル”ナ日々ヲ生キル僕ラニトッテ、本当ニ大切ナモノトハ何デアルカ…ヲテーマニシタ楽曲デス」とコメントしている。

## 収録曲
1. Telescope
作詞：Kamikaze Boy, Jean-Ken Johnny
作曲：Kamikaze Boy, DJ Santa Monica
編曲：MAN WITH A MISSION, 大島こうすけ
  - TBS系『王様のブランチ』テーマソング